# Виктор Нуар
Виктор Нуар (фр. Victor Noir, настоящее имя Иван Салмон (фр. Yvan Salmon); 27 июля 1848, Аттиньи — 11 января 1870, Париж) — французский журналист, чья гибель прославила его и стала поводом для усиления оппозиционных бонапартизму настроений во французском обществе.

## Биография

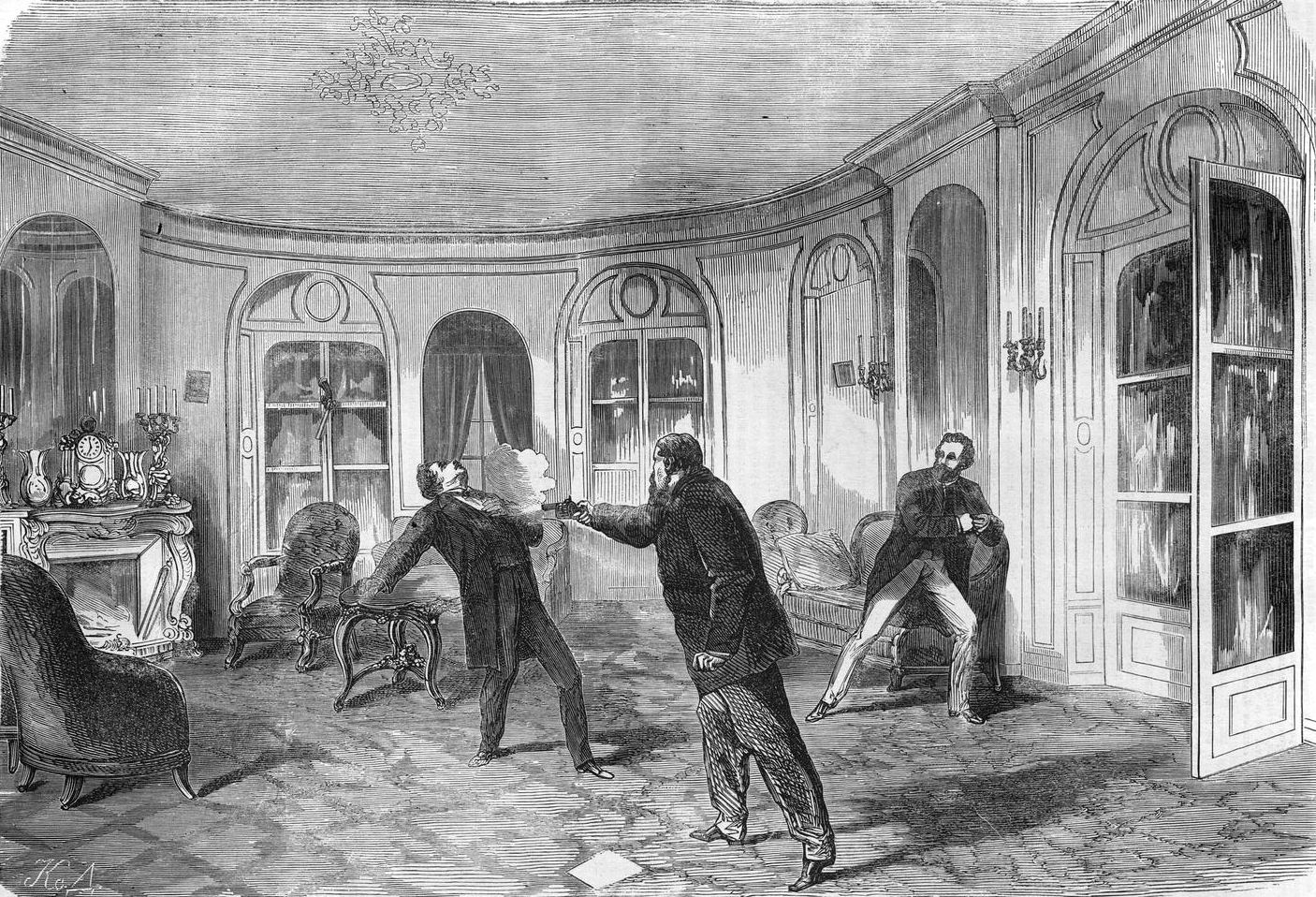
Принц Пьер Бонапарт стреляет в Виктора Нуара

Родился в семье еврейского сапожника, принявшего католичество. Работал журналистом в газете «Марсельеза», писал под псевдонимом Виктор Нуар.
Был застрелен в Париже 10 января 1870 года оппозиционно настроенным принцем Пьером Наполеоном Бонапартом, двоюродным братом Наполеона III, явившись к нему домой в качестве секунданта оппозиционного журналиста Паскаля Груссе, который, будучи оскорблен письмом принца Бонапарта, напечатанным в «Avenir de la Corse», обратился к Нуару и Ульриху де Фонвиелю с просьбой потребовать у принца удовлетворения. 
Виктор Нуар и сопровождавший его журналист Ульрик де Фонвиль не представились секундантам принца, как того требовали традиции. Вместо этого, вооружившись револьверами, они прибыли на квартиру Пьера Бонапарта и потребовали встречи с хозяином. Пьер Наполеон Бонапарт отказался принять доставленный Нуаром вызов, заявив, что «не будет стреляться с лакеями Рошфора», предпочитая получить вызов от него самого (Паскаль Груссе работал на оппозиционного издателя Анри Де Рошфор-Люсе, которого принц считал вдохновителем газетной травли, направленной против себя). Нуар и де Фонвиль завязали перебранку с принцем, во время которой Нуар в порыве гнева ударил Пьера Бонапарта по лицу. В ответ на это принц достал из кармана револьвер и застрелил журналиста (на суде де Фонвиль пытался утверждать, что потасовку начал принц, но суд не принял этот аргумент и оправдал Пьера Бонапарта).
По версии Анри Де Рошфора, Бонапарт, ожидая самого издателя, вызов которому он уже послал, не выбрал секундантов, но зато положил в карман халата десятизарядный револьвер последней модели. Рошфор полагал, что принц надеялся в ходе встречи разозлить и спровоцировать его на пощечину, а потом убить — ради того, чтобы затем восстановить отношения с Луи Наполеоном и его женой. Но секунданты Груссе успели раньше, и Бонапарт убил Нуара и стрелял в Фонвиля, которые его и пальцем не тронули. Версия была отвергнута судом, установившим, что согласно дуэльному кодексу ответ на вызов принцу должны были доставить секунданты Рошфора, а не он сам. Любые контакты между лицом, вызванным на дуэль, и лицом, бросившим вызов, до момента дуэли запрещались. Суд также установил, что Нуар действительно ударил принца, а Ульрик де Фонвиль затем попытался застрелить Пьера Наполеона, однако оружие дало осечку и незадачливый второй секундант выбежал из квартиры, бросив по дороге револьвер, который был найден полицией.
Убийство было использовано оппозицией бонапартистскому режиму для провоцирования возмущения в обществе и усиления недовольства династией Бонапартов.

### Легенда о могиле
Виктор Нуар был похоронен на старом кладбище в Нёйи-сюр-Сен. В 1891 г. его останки перезахоронили на кладбище Пер-Лашез, где его могила считается одной из главных достопримечательностей. Она стала местом поклонения из-за легенды, согласно которой ласкающий надгробие может побороть импотенцию, фригидность, бесплодие и несчастную любовь.

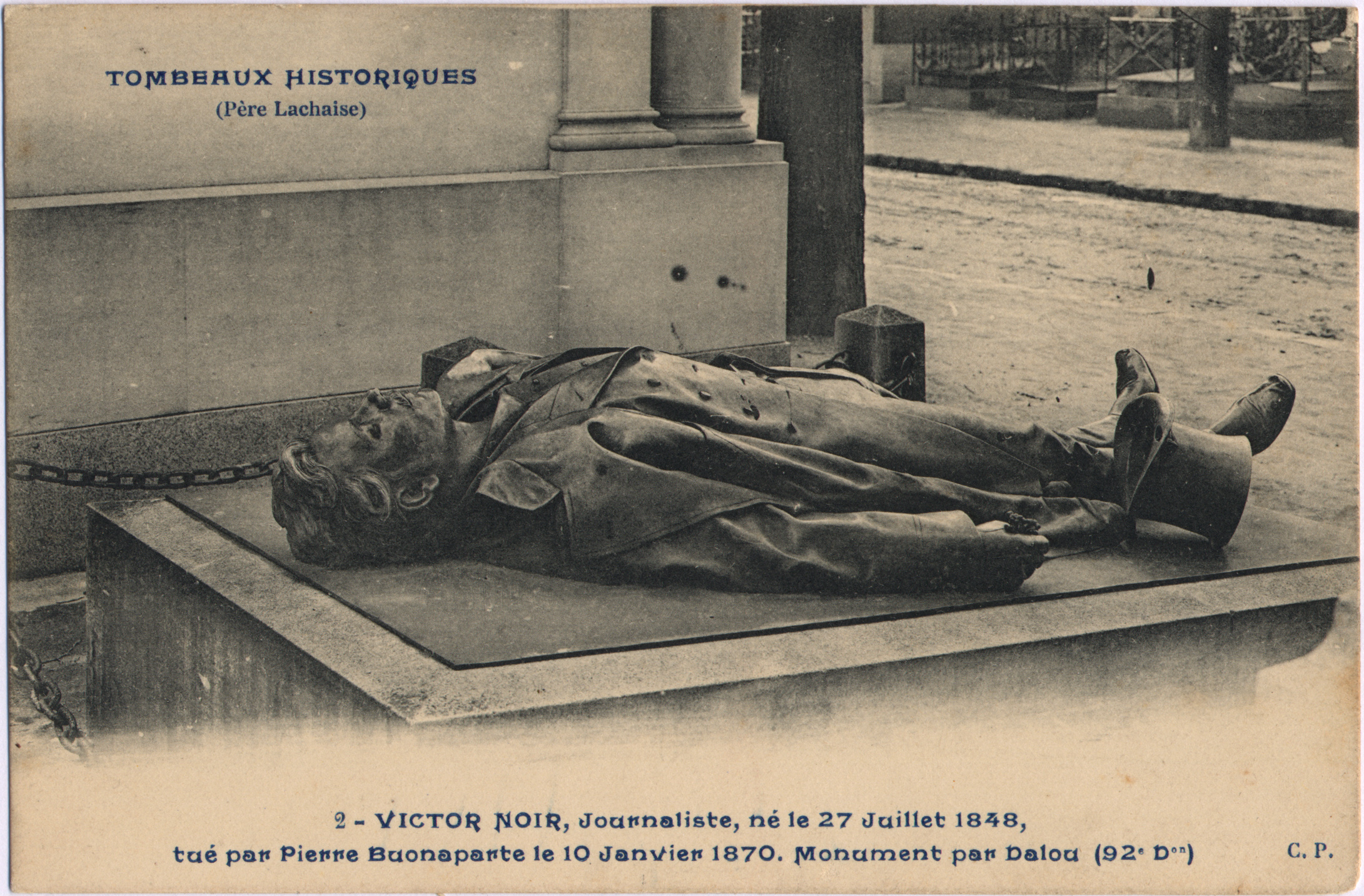
Надгробие Виктора Нуара работы Жюля Далу